# Kennen Sie Urban?
Kennen Sie Urban? ist ein deutscher Spielfilm der DEFA von Ingrid Reschke aus dem Jahr 1971 nach authentischen Geschichten von Gisela Karau.

## Handlung
Hoffi lernt während eines längeren Krankenhausaufenthalts den Genossen Urban kennen. Beide teilen sich ein Zimmer und nach anfänglichen Problemen verstehen sie sich immer besser. Vor allen Dingen lernt Hoffi von dem Vermessungsingenieur, der bereits in Algerien und Kuba gearbeitet hat, viel vom wahren Leben kennen und das ist auch notwendig, denn Hoffi saß 1 ½ Jahre wegen schwerer Körperverletzung im Gefängnis.
Nach seiner Entlassung aus dem Krankenhaus zieht Hoffi mit seiner Keule, so nennt man in Berlin seinen kleinen Bruder, von Großbaustelle zu Großbaustelle der DDR, um den zu seinem Vorbild gewordenen Urban zu finden. Doch keiner kennt ihn. Aber auf einer Baustelle lernen sie die hübsche Berlinerin Gila kennen, die in einem Zeichenbüro ein Praktikum absolviert. Auf der Baustelle werden Arbeiter gesucht, eine Wohnunterkunft gibt es auch und so bleiben die beiden Brüder Hoffmann da. Die Arbeit gefällt ihnen, in der Brigade werden sie akzeptiert und Hoffis Gefängnisaufenthalt spielt keine Rolle. Auch nicht bei Gila, in die er sich inzwischen verliebt hat. Doch Hoffi und Keule wollen weiter, denn sie müssen ja Urban finden, aber durch ihre Kollegen können sie überzeugt werden, doch noch zu bleiben. Das nächste Problem wartet schon, denn die kommende Baustelle ist in Berlin. Hoffi hat Berlinverbot, eine in der DDR übliche Strafmaßnahme, obwohl das seine Heimatstadt ist und seine Mutter dort wohnt. Dieses Problem wird durch die Leitung der Baustelle gelöst.
In ihrem ehemaligen Zimmer bei ihrer Mutter können Hoffi und Keule nicht wohnen, denn das ist von dem Freund der Mutter belegt, also ziehen sie in ein Arbeiterwohnheim. Gilas Eltern sind überhaupt nicht mit ihrer Verbindung zu Hoffi einverstanden, auch nicht als sie erfahren, dass sie ein Kind erwartet. Wütend verlässt Gila ihre Eltern, die sie bisher immer als großzügig und tolerant eingeschätzt hatte. Jetzt suchen beide eine Wohnung und bekommen über gesellschaftliche Kräfte, die das Gute im Menschen sehen, einen leer stehenden Laden zugewiesen, den sie sich ausbauen. Da aber Hoffi plötzlich ein Problem in einer festen Bindung sieht, zieht er sich jeden Abend zu seinem Bruder ins Wohnheim zurück. Eine Rolle spielt wohl auch, dass er die Frau von Urban traf und diese zu Hause besuchte. Hier erfuhr er, dass dieser inzwischen in Vietnam arbeitet, sah aber auch die Probleme, die eine Frau mit zwei Kindern hat, deren Mann auf Montage ist.
Keule erfüllt sich jetzt seinen Kindertraum und bewirbt sich um eine Lehrstelle beim Zirkus, da er schon immer was mit Tieren machen wollte. Als Hoffi endlich beschließt mit Gila zusammen zu ziehen und sie zu heiraten, bekommt er den Einberufungsbefehl zur Armee. Während einer Feier in der Ladenwohnung, bei der die Stimmung sehr gedrückt ist, rennt Hoffi plötzlich zu Gilas Eltern und kann sie überzeugen, mit zu der Feier zu kommen. Nun scheint alles wieder in Ordnung zu sein.
Als Hoffi, schon in Uniform, auf dem Berliner Ostbahnhof auf seinen Zug wartet, sieht er in einem bereits abfahrenden Zug den lange gesuchten Urban, der wieder zu einer neuen Baustelle unterwegs ist. Aber er braucht dessen Hilfe jetzt nicht mehr.

## Produktion
Kennen Sie Urban? wurde von der Künstlerischen Arbeitsgruppe „Berlin“ als Schwarzweißfilm unter dem Arbeitstitel Auch aus Sorgenkindern werden Leute, anhand der authentischen Berichte aus den 60er Jahren von Gisela Karau in der Berliner Abendzeitung BZ am Abend, in Totalvision gedreht. Die Musik wurde vom Modern Soul Sextett eingespielt. Die Berliner Außenaufnahmen wurden unter anderem am Wasserturm Prenzlauer Berg, der Schönhauser Allee und dem Strausberger Platz gedreht.
Der Film hatte seine Uraufführung am 14. Januar 1971 im Berliner Kino International und wurde erstmals am 13. Juni 1971 im 1. Programm des Deutschen Fernsehfunks gesendet.

## Kritik
Das Neue Deutschland stellte fest, dass die Zuschauer der Geschichte mit sichtlichen Vergnügen folgten. Dieser Film ist ein Zeichen dafür, dass sich die Filmschaffenden intensiv mit den Konflikten der Gegenwart auseinandersetzen.
Günter Sobe schrieb in der Berliner Zeitung, dass der Streifen sich, nach dem vor vielen Jahren entstandenen Film Berlin – Ecke Schönhauser… erstmals wieder um die Probleme von Jugendlichen kümmert. Diese suchen ein Vorbild und finden Vorbilder, sie suchen Urban und finden zu sich selbst.
Das Lexikon des internationalen Films schätzte den Film in seiner Erzählweise als locker und unterhaltsam ein, fand ihn in der Handlung aber eher wirklichkeitsfern.

## Auszeichnungen
- 1971: Heinrich-Greif-Preis I. Klasse postum für Ingrid Reschke (Regie und Drehbuch)
- 1971: Heinrich-Greif-Preis I. Klasse für Ulrich Plenzdorf (Drehbuch)
- 1971: Kunstpreis des FDGB postum für Ingrid Reschke (Regie und Drehbuch)
- 1971: Kunstpreis des FDGB für Ulrich Plenzdorf (Drehbuch)
- 1971: Kunstpreis des FDGB für Claus Neumann (Kamera)
- 1971: Kunstpreis des FDGB für Rudi Werion (Musik)